# Guvernul revoluționar provizoriu al Republicii Vietnamului de Sud
Guvernul revoluționar provizoriu al Republicii Vietnam de Sud (vietnameză Chính-phủ Cách-mạng Lâm-thời Cộng-hòa Miền Nam Việt-nam, PRG), a fost format la 8 iunie 1969, de Vietnamul de Nord ca un guvern umbră pretins independent, care s-a opus guvernului Republicii Vietnam sub conducerea președintelui Nguyễn Văn Thiệu. După căderea Saigonului, a funcționat ca țară cu numele de Republica Vietnamului de Sud din 30/4/1975 până în 07/02/1976. Delegații Frontului de Eliberare Națională (Viet Cong), precum și mai multe grupuri mai mici, au participat la crearea sa.
PRG a fost recunoscut ca guvernul Vietnamului de Sud de majoritatea statelor comuniste. A semnat Tratatul de pace de la Paris din 1973 ca entitate independentă, separată atât de Vietnamul de Sud, cât și de Vietnamul de Nord. După înfrângerea militară a Armatei Republicii Vietnam din 30 aprilie 1975, a devenit guvernul provizoriu al Vietnamului de Sud, denumit Republica Vietnamului de Sud. La 2 iulie 1976, Republica Vietnamului de Sud și Vietnamul de Nord s-au unit pentru a forma Republica Socialistă Vietnam.

## Istorie
Guvernul revoluționar provizoriu a fost precedat de Alianța Vietnamelor a Forțelor Naționale, Democratice și Pace (VANDPF),  formată din forțe anti-guvernamentale și condusă de Trinh Dinh Thao. Alianța era o colecție de indivizi care doreau un nou guvern sud-vietnamez, dar nu erau de acord cu prezența comunistă din nordul Vietnamului.
Se vorbise despre înființarea unei Alianțe încă din 1966, dar acest lucru a fost oprit când agenții de informații sud-vietnamezi au arestat un influent organizator anti-guvernamental, Ba Tra. Ba Tra a oferit guvernului sud-vietnamez informații detaliate despre forțele anti-guvernamentale care activau în oraș. Acest eșec a fost agravat de identificarea unuia dintre cadrele cheie din divizia financiară.
Sub tortură, Ba Tra a identificat mai multe figuri din subteran, care au fost apoi arestați. Până în 1967, întreaga organizație Saigon fusese trimisă mai departe în subteran. Ofensiva Tet din 1968 a declanșat un val de opresiune, forțând mulți oameni în junglă. Acești oameni – oameni de afaceri, clasa de mijloc, medici și alți profesioniști – au fondat Alianța.
Noul președinte american de atunci, Richard Nixon, a inițiat un proces de vietnamizare pentru a permite forțelor armate americane să se retragă din Vietnam. Unul dintre principiile Vietnamizării a fost un guvern responsabil în Vietnamul de Sud. Pentru a împiedica americanii să își instaleze propriul guvern, a avut loc o conferință în perioada 6-8 iunie 1969 pe ruta 22 din regiunea Fishhook din Cambodgia.
- 1969 - 1975

Alianța, precum și alte grupuri, s-au întâlnit și au format Guvernul revoluționar provizoriu la 8 iunie 1969. Potrivit ministrului justiției Trương Như Tảng, scopul principal al noului grup era acela de a ajuta Vietcongul să dobândească o nouă statură internațională.
La convenție au participat delegați din NLF, VANDPF, Partidul Revoluționar Popular (partidul comunist sud-vietnamez) și o varietate de organizații de masă, grupuri etnice și regiuni geopolitice. Bannerele afișate vizibil proclamau că „Vietnamul de Sud este independent, democratic, pașnic și neutru”. 
PRG a reflectat o serie de puncte de vedere naționaliste, antiimperialiste și comuniste, inclusiv cele ale Partidului Muncitorilor din Vietnam (partidul comunist nord-vietnamez).Ca urmare a rezultatelor militare și politice ale Ofensivei Tet din 1968 și a ofensivelor militare conexe din sud, în care Vietcongul a suferit pierderi militare semnificative, PRG a fost conceput ca o contra-forță politică menită să influențeze opinia publică internațională în favoarea reunificării și împotriva Statelor Unite și a Republicii Vietnam.
Scopul declarat al PRG a fost de a oferi o structură guvernamentală formală Frontului de Eliberare Națională și de a-și consolida pretenția de a reprezenta „poporul din sud”. Această strategie a inclus urmărirea unei soluționări negociate a războiului care să conducă la reunificare, orchestrată în faza inițială a vietnamizării.
În perioada 1969-1970, majoritatea ministerelor cabinetului PRG au funcționat în apropierea frontierei cambodgiene. Începând cu 29 martie până la sfârșitul lunii aprilie 1970, ofensivele SUA și sud-vietnameze au forțat PRG să fugă mai adânc în Cambodgia. Evadarea stresantă a cauzat multor oficiali ai PRG (cum ar fi Trương Như Tạng) să aibă nevoie de permise medicale extinse. După întoarcerea lui Trương Như Tạng, el a observat că noile cadre din nord puneau probleme membrilor necomuniști ai PRG. Un membru în special, Ba Cap, a denunțat dur majoritatea PRG ca fiind burghez. Tạng s-a plâns în fața membrilor superiori ai guvernului nord-vietnamez, dar a fost respins. Tạng a văzut mai târziu acest lucru ca punctul de cotitură în care PRG a încetat să mai fie un guvern independent din Vietnamul de Sud și a devenit un purtător de cuvântîî pentru comuniștii nord-vietnamezi.
Organele centrale ale PRG au funcționat ca un guvern provizoriu. PRG a menținut relații diplomatice cu multe țări din Mișcarea Nealiniată, precum Algeria, precum și cu Uniunea Sovietică și Republica Populară Chineză.
- 1975 - 1976

După predarea Saigonului la 30 aprilie 1975, PRG și-a asumat puterea în sud și a participat ulterior la reunificarea Vietnamului.
Potrivit profesorului Long Vinh Ngo (Universitatea din Maine), la mijlocul lunii iulie 1975, delegații Republicii Democrate Vietnam (Nguyễn Văn Lưu) și Republicii Vietnamului de Sud (Đinh Bá Thi) au solicitat aderarea la Națiunile Unite ca două țări independente. La 11 august 1975, CSONU a organizat referendumul. Ca rezultat, votul a fost favorabil majorității, cu excepția delegației SUA condusă de Daniel P. Moynihan. Delegatul SUA a explicat acest lucru ca susținând cazul sud-coreean. Evenimentul a fost promovat ca reunificarea politică a două țări vietnameze din 2 iulie 1976.

## Cultură

### Imn
Imnul național al guvernului a fost Pentru a elibera sudul (vietnameză: Giải phóng miền Nam). Piesa a fost scrisă în 1961 de Lưu Hữu Phước (1921–1989) și adoptată la acea vreme ca imn al Frontului Național de Eliberare a Vietnamului.
| - Versurile originale: Giải phóng miền Nam, chúng ta cùng quyết tiến bước, Diệt đế quốc Mỹ, phá tan bè lũ bán nước. Ôi xương tan máu rơi, lòng hận thù ngất trời, Sông núi bao nhiêu năm cắt rời. Đây Cửu Long hùng tráng, đây Trường Sơn vinh quang, Thúc giục đoàn ta xung phong đi giết thù, Vai sát vai chung một bóng cờ. Vùng lên, nhân dân miền Nam anh hùng, Vùng lên, xông pha vượt qua bão bùng. Thề cứu lấy nước nhà, thề hy sinh đến cùng, Cầm gươm, ôm súng, xông tới. Vận nước đã đến rồi, bình minh chiếu khắp nơi, Nguyện xây non nước sáng tươi muôn đời. | - traducere în română: Pentru a elibera Sudul, împreună vom avansa. Să distrug imperialiștii americani și să-i anihilez pe trădători. Oh, oasele s-au rupt, sângele a curs, , ura crește, Țara noastră a fost separată de atât de mult timp. Aici, magnificul râu Mekong, aici, Munții Trường Sơn glorioși, Ne îndeamnă să avansăm pentru a ucide inamicul, Umăr la umăr sub un steag comun. Apar! O, oameni curajoși din Sud! Apar! Să trecem prin furtuni. Am jurat să ne salvăm patria; am jurat să luptăm până la capăt! Ține-ți săbiile și strânge-ți armele, să avansăm! Averea națiunii crește, lumina zorilor abundă. Suntem devotați să construim strălucirea națiunii eterne. |

### Fotografii

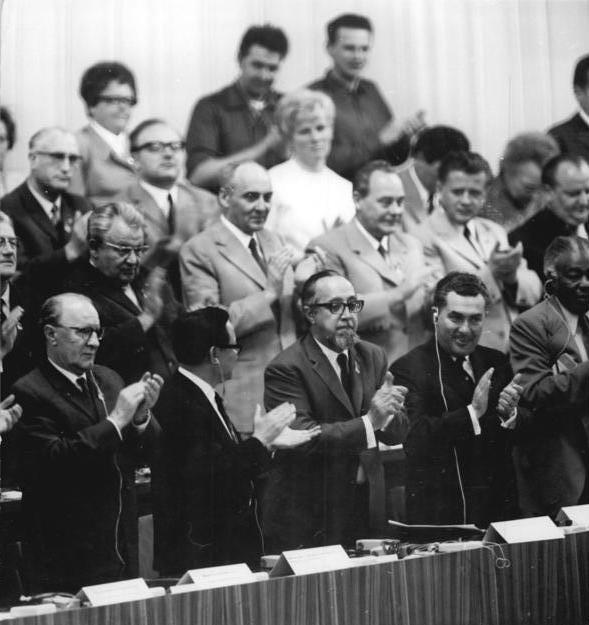
János Kádár și Nguyễn Văn Hiếu la Congresul de partid al SED din Berlinul de Est, 16 iunie 1971
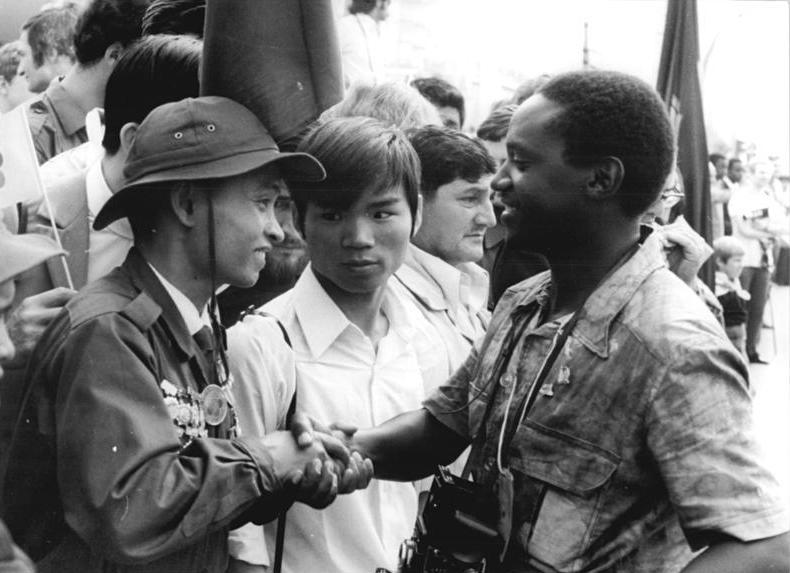
Un reprezentant de tineret al PRG salută un tânăr dintr-o țară africană neidentificată pro-sovietică. Ambii participă la Conferința Mondială a Tineretului din 1973, organizată în Germania de Est și organizată de către Tineretul Liber German.
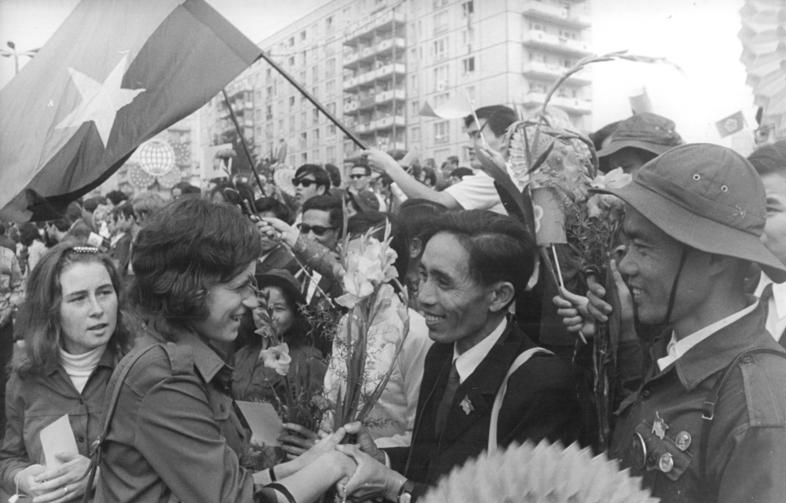
Conferința Mondială a Tineretului din 1973, organizată la Berlinul de Est, 4 august 1973
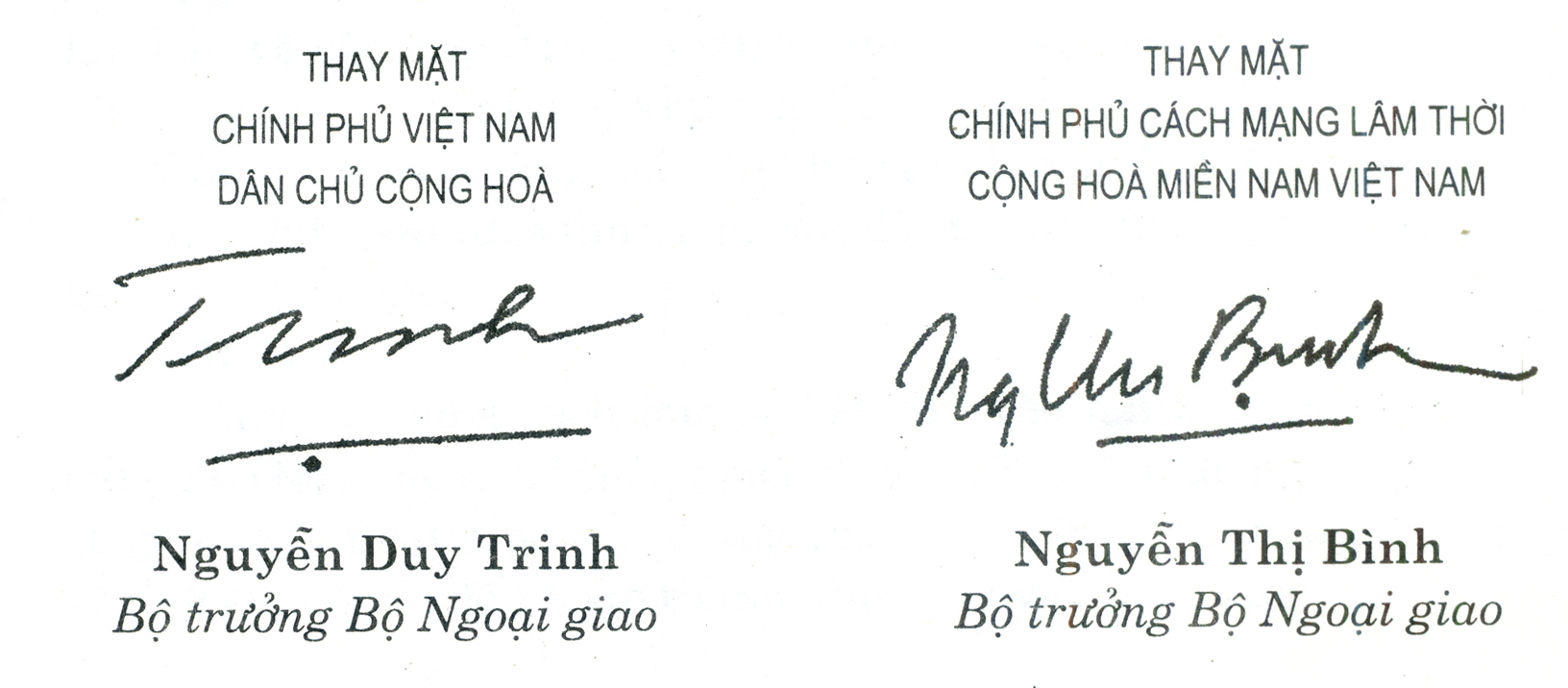
Semnăturile primilor miniștri Nguyễn Duy Trinh (Nord) și Nguyễn Thị Bình (Sud) la Acordurile de pace de la Paris, 27 ianuarie 1973
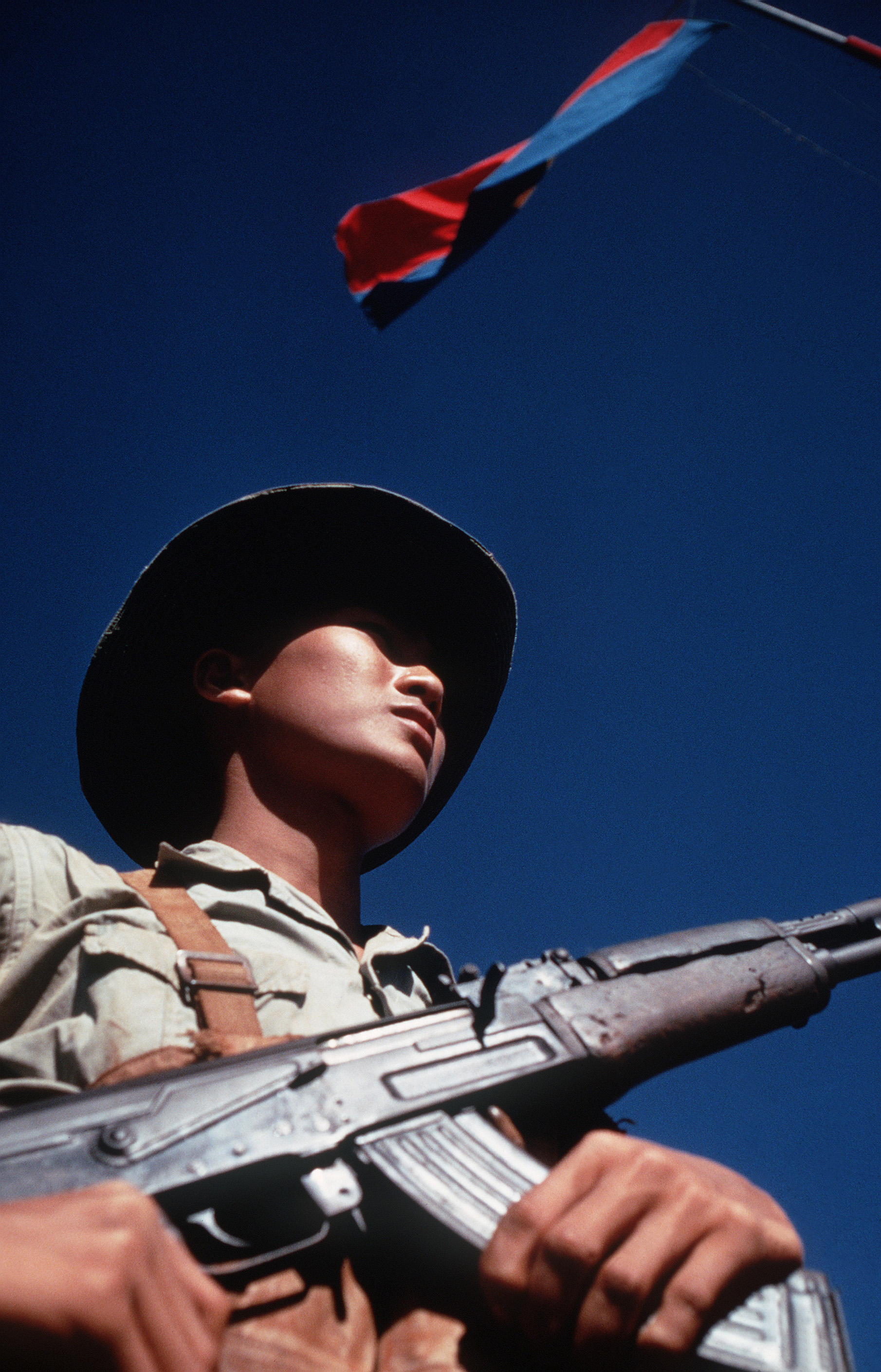
Soldat al Viet Cong la 12 februarie 1973

### Documente
- Porter, Gareth (1993). Vietnam: the politics of bureaucratic socialism (ed. 1993). Cornell University Press. ISBN 978-0-8014-2168-6. - Total pages: 227
- Tảng, Truong Như; David Chanoff, Van Toai Doan (1985). A Vietcong memoir (ed. 1985). Harcourt Brace Jovanovich. ISBN 978-0-15-193636-6.- Total pages: 350

### Date
- Guvern revoluționar provizoriu din Vietnamul de Sud (1969-1975)
- Sala „Muzică etnică” („Cuvinte” este doar versiunea în japoneză. )
- Conducători (Vietnam)
- STATIȚII MONDIALE, Vietnam (inclusiv Vietnamul de Sud)